# Ладислав Главачек
Ладислав Главачек (чеськ. Ladislav Hlaváček, нар. 26 червня 1925, Велтруби — пом. 21 квітня 2014, Прага) — чехословацький футболіст, що грав на позиції нападника.
Виступав, зокрема, за клуб «Славія», а також національну збірну Чехословаччини.

## Клубна кар'єра
У дорослому футболі дебютував 1948 року виступами за команду клубу «Славія», в якій провів п'ять сезонів. 
Завершив професійну ігрову кар'єру у клубі «Дукла» (Прага), за команду якого виступав протягом 1954 року.
Помер 21 квітня 2014 року на 89-му році життя у місті Прага.

## Виступи за збірну
1948 року дебютував в офіційних матчах у складі національної збірної Чехословаччини. Протягом кар'єри у національній команді, яка тривала 7 років, провів у формі головної команди країни лише 15 матчів, забивши 5 голів.
Був учасником чемпіонату світу 1954 року у Швейцарії, де виходив на поле в обох матчах своєї збірної — проти збірних Австрії та Уругваю — які вона програла із сукупним рахунком 0:7.